# Кусанкоски
Кусанкоски (фин. Kuusankoski) је био град у Финској у округу Кименска Долина. Према процени из 2006. у граду је живело 20.178 становника.
Године 2009. шест градова - Коувола, Кусанкоски, Елимеки, Анјаланкоски, Валкеала и Јала - консолидовани су у један нови град, Коувола, са популацијом од преко 80.000, што га чини 10. по величини градом у Финској.

## Становништво
Према процени, у граду је 2006. живело 20.178 становника.
| 1990.  | 2000.  |
| ------ | ------ |
| 21.788 | 20.656 |